# Šifra mistra Leonarda
Šifra mistra Leonarda (anglicky The Da Vinci Code, první vydání 2003) je dobrodružný román s prvky fantasy amerického spisovatele Dana Browna. Do češtiny byl přeložen hned dvakrát: v roce 2003 vyšel překlad Zdíka Duška pod názvem Šifra mistra Leonarda v nakladatelství Metafora, v roce 2005 překlad Barbory Michálkové pod názvem Da Vinciho kód vydalo nakladatelství Argo.
Knihy se prodalo po celém světě několik milionů výtisků a údajně jde o největší bestseller 21. století.[zdroj?] Způsob podání fakt vedl různé instituce i činitele katolické církve, proti které je román částečně namířen,[zdroj?] k tomu, že ho kritizovali nebo dokonce doporučili nekupovat.[zdroj?] Úspěch této knihy jistě reflektuje postmoderní spiritualitu, která přestože pracuje s náboženskými motivy, napadá jejich základní pilíře. Pokračování se jmenuje Ztracený symbol.
V souvislosti s tímto románem musel autor čelit obvinění z plagiátorství, které proti němu vznesli Michael Baigent a Richard Leigh, dva ze tří autorů knihy Svatá krev a svatý grál z roku 1982, ve které se zabývají teoriemi, že Ježíš a Máří Magdaléna byli manželé, měli dítě a jejich potomci dodnes žijí. Britský Nejvyšší soud jejich žalobu zamítl.

## Obsah
Kniha nás společně s hlavními postavami zatahuje čím dál hlouběji do minulosti, až se nakonec dostaneme na přelom starého a nového letopočtu. Uznávaný profesor náboženské symbologie Robert Langdon je jednoho dne zaskočen zprávou, že odborník na křesťanství a správce muzea v Louvru byl zavražděn, a než se naděje, je vtažen do velké nebezpečné hry, kde se nehraje jen o jedno z největších tajemství lidstva, ale také o jeho život. Není v tom však sám, spolupracuje se správcovou vnučkou Sophií Neveuovou.
Podstatou jejich poslání, jež jim přenechal Sophiin dědeček, je objevení Svatého grálu a jeho tajemství. Čím blíže jsou ale k cíli, tím se úkol stává nebezpečnější. Grál měl být totiž pod ochranou tzv. Převorství sionského, ale do organizace se dostal zrádce a celý systém se hroutí. Navíc nejde jenom o grál, dvojice se dozvídá, že grál nebyl ve skutečnosti pohár, ale žena, a to Máří Magdaléna.
Vzhledem k tomu, že se církev snaží tuto skutečnost zatajit, uniká Sophie s Robertem smrti několikrát skutečně jen o vlásek. Celý příběh končí nenadálým uschováním grálu, ve skutečnosti tedy ostatků Máří Magdalény, a listin, jež prozrazují pravdu o jejím životě. Sophie s Robertem nakonec zjistí, kde se posvátné relikvie nacházejí, ale pro klid světa se je rozhodnou zachovat v klidu a pod obnovenou ochranou Převorství sionského.

## Ukázka
Langdon nemohl odtrhnout oči od fotografie, kterou držel v ruce, a pocítil neurčitý strach. Obrázek byl příšerný a hluboce podivný, vyvolával zneklidňující dojem jakéhosi déjá-vu. Více než před rokem Langdon obdržel fotografii těla s podobnou žádostí o pomoc. O čtyřiadvacet hodin později ve Vatikánu málem přišel o život. Tento snímek byl naprosto odlišný, a přece na něm bylo něco povědomého. Policista se podíval na hodinky. „Můj kapitán vás očekává, pane.“ Langdon ho sotva slyšel. Očima se vpíjel do obrázku. „Ten symbol tady, a to, jak podivně je to tělo…“ „Naaranžováno?“ pomohl mu policista. Langdon přikývl a projel jím chlad. „Neumím si představit, kdo může tohle udělat jinému člověku.“ Policista vypadal zachmuřeně. „Vy to nechápete, pane Langdone. To, co vidíte na té fotografii…“ Odmlčel se. „Monsieur Sauniére si to udělal sám.“

## Filmová adaptace
Za autorská práva ke zfilmování zaplatilo Brownovi studio Columbia Pictures 6 milionů dolarů. Natáčení probíhalo od května 2005 a premiéra filmu Šifra mistra Leonarda byla 17. května 2006. V režii Rona Howarda ztvárnili hlavní role Tom Hanks (Robert Langdon), Audrey Tautou (Sophie Neveu) a Jean Reno (Bezu Fache).